# Prknovka
Prknovka je lesopark na západním okraji pražských Kolovrat, pojmenovaný po učiteli Františku Prknovi.

## Historie
Pozemek kolem roku 1900 koupil uhříněveský učitel František Prkno a v letech 1902–1904 zde za pomoci svých žáků vysázel stromy, ovocný sad a postavil obytné stavení, stodolu a vilu.
V roce 1930 pozemek získal ředitel pražské zemské banky Ferdinand Tománek. Les pojmenoval Bořetice podle svého rodiště, opravil vilu a pozemek oplotil. Po únorových událostech roku 1948 byla vila i s pozemkem znárodněna a sloužila různým účelům, v padesátých letech chátrala a v šedesátých letech pozemek získal novou majitelku. Po její smrti byl objekt prodán Socialistickému svazu mládeže.
Od roku 1992 část lesa spolu se zchátralou vilou sloužila jako skautská základna. Vláda v roce 1998 rozhodla o přepsání Prknovky právě na skauty, tehdejší majitel, Cestovní kancelář mládeže, ale během procesu zkrachoval a přesun majetku nikdy nebyl dokončen. V následujících patnácti letech probíhaly o areál soudní spory, kde se na stranu skautů postavil i stát.
V roce 2015 Nejvyšší soud rozhodl, že pozemek spadá do konkurzu, proti čemuž se ohradili skauti i vedení městské části v čele s tehdejším starostou Antonínem Klecandou. V roce 2016 bývalý skautský areál vydražil Alois Přibyl, který při schůzce se zástupci městské části uvedl, že chce areál uvést do stavu před rokem 1945, zrekonstruovat stávající budovy a udržovat jej jako volně přístupný anglický park.

## Poloha

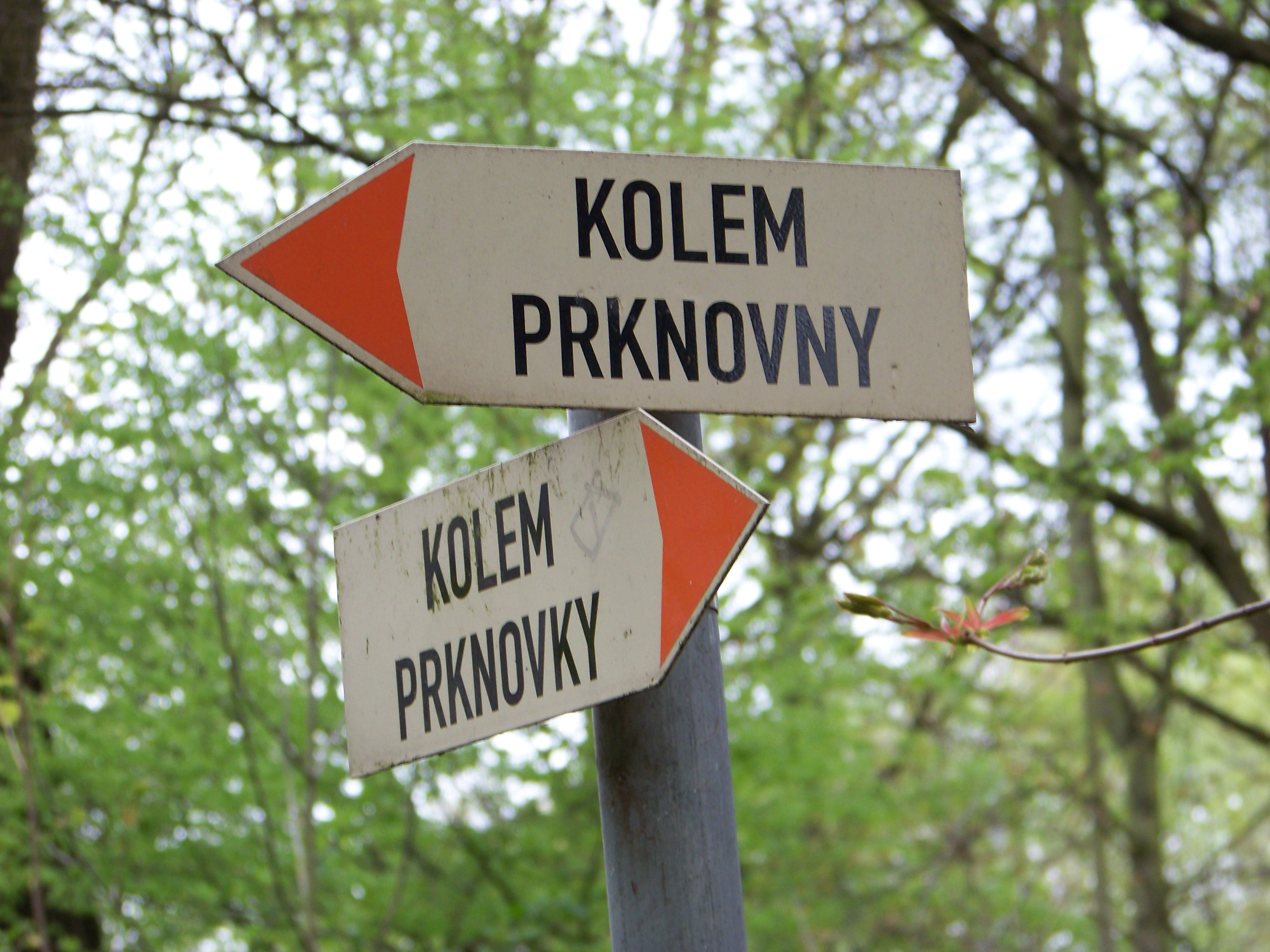
Směrovky vycházkového okruhu Kolem Prknovky

Prknovka se nachází na západním konci Kolovrat. Na jižním konci je ohraničena Říčanským potokem, na severním konci železniční tratí. Les je z Kolovrat přístupný z ulic U Vodice, Skautská a z ulice V Louce kolem přilehlé čistírny odpadních vod. Cestami pro pěší i cyklisty se lze dostat pod železniční viadukt a dále kolem rybníka Velká Vodice do Uhříněvsi. Část areálu zabírá bývalá skautská základna.
Areálem je veden kolovratský vycházkový okruh Kolem Prknovky a cyklostezka spojující Kolovraty s Uhříněvsí.